# Ruffieu
Ruffieu – miejscowość i gmina we Francji, w regionie Owernia-Rodan-Alpy, w departamencie Ain.

## Demografia
Według danych na styczeń 2012 roku gminę zamieszkiwało 215 osób, a gęstość zaludnienia wynosiła 15,3 osób/km².

Populacja Ruffieu w latach 1962–2008